# Plopu (Krassó-Szörény megye)
Plopu románul: Plopu, település Romániában, a Bánságban, Krassó-Szörény megyében.

## Fekvése
Örményes (Armeniş) mellett fekvő település.

## Története
Plopu korábban Örményes (Armeniş) része volt. 1956-ban vált külön településsé 78 lakossal.
1966-ban 76 lakosából 75 román, 1 német, 1977-ben 45 lakosából 44 román, 1 német volt.
1992-ben 5 román, a 2002-es népszámláláskor ugyancsak 5 román lakosa volt.